# 和得
和得（?—?），东汉时疏勒（今新疆维吾尔自治区疏勒县）王。
汉灵帝建宁元年（168年），疏勒王臣磐和汉大都尉在打猎中为他叔父和得所射杀，和得自立为王。建宁三年（170年），凉州刺史孟佗派从事任涉率五百人敦煌郡兵，和戊已校尉曹宽、西域长史张宴，动员焉耆、龟兹、车师前王国、车师后王国军队，共三万余人，讨伐疏勒，经过四十余天不能攻克桢中城，于是撤退。此后，疏勒王不断地被杀，汉朝廷没有力量干预。